# Ziya Aytekin
Ziyaeddin Aytekin, född den 10 januari 1956 i Şavşat i distriktet Artvin i Nordöstra Turkiet, är en turkisk spelman/folkmusiker bosatt i Alby utanför Stockholm. 
Han kom till Sverige 1979 som musiker till en turné med den svensk-turkiska dansgruppen Davul. Efter turnén stannade Aytekin i Sverige och har sedan dess försörjt sig som musiker i turkiska, assyrisk/syrianska och kurdiska sammanhang i Sverige och övriga Nordeuropa. Han har även tidvis spelat med svenska folkmusiker.
Aytekin lärde sig spela olika traditionella blåsinstrument av mästerspelmanen Sofu Usta i Şavşat. Under militärtjänstgöringen i Turkiet kom han att ingå i den turkiska Janitscharorkestern (mehterhane) som zurnaspelare. Utbildningen var förlagd till den före detta osmanska militärhögskolan i Harbiye i Istanbul.
I Sverige har Aytekin främst försörjt sig som bröllopsspelman med blåsinstrument som zurna, mey och ney som sina huvudinstrument. Han har även spelat i flera olika musikgrupper i olika genrer, bland annat Orientexpressen, Oriental Wind, Urban Turban, Yeni Sesler och Sameyda.
1994 skrev musiketnologen Dan Lundberg en doktorsavhandling om modal improvisation i turkisk folk- och populärmusik baserad på Aytekins musik. Avhandlingen innehåller också en omfattande beskrivning av Aytekins musikerkarriär. Avhandlingen har återpublicerats på webben av Svenskt visarkiv 2011.

## Diskografi
- 1996 - Overtime, Urban turban
- 1994 - Ziya, Ziya Aytekin
- 1990 - Det förälskade molnet, Fikret Çeşmeli och Yeni Sesler
- 1985 - Dügün kina ve ask türküleri, Sameyda
- 1981 - Andra resan, Orientexpressen
- 1981 - Bazaar, Oriental Wind
- 1979 - Orientexpressen, Orientexpressen